# Frank Arnesen
Frank Arnesen (Koppenhága, 1956. szeptember 30. – ) dán válogatott labdarúgó, sportigazgató.

## Pályafutása

### Klubcsapatban
Koppenhágában született. Az alacsonyabb osztályú Fremad Amager csapatából 19 évesen igazolt az Ajaxhoz 1975-ben. Első mérkőzését 1976. március 3-án játszotta. Az Ajax színeiben három bajnokságot (1977, 1979, 1980) és egy kupát (1979) nyert. 
1981 nyarán a Valencia igazolta le, ahol két évig játszott. 1983 és 1985 között a belga Anderlecht játékosa volt, mellyel 1985-ben megnyerte a belga bajnokságot. Még ugyanebben az évben visszatért Hollandiába a PSV Eindhoven csapatához. A holland bajnokságot zsinórban három alkalommal (1986, 1987, 1988) sikerült megnyernie csapatával és tagja volt az 1988-ban BEK-et nyert együttesnek is.

### A válogatottban
1977 és 1988 között 52 alkalommal szerepelt a dán válogatottban és 14 gólt szerzett. A bemutatkozó mérkőzésére 1977-ben került sor egy Svédország elleni barátságos alkalmával. 
Részt vett az 1984-es Európa-bajnokságon és az 1986-os világbajnokságon.

### Edzőként
Miután befejezte az aktív játékot 1991-ben Bobby Robson segítője lett a PSV-nél. Ezt követően 1994-től 2004-ig a PSV sportigazgatója volt. Ugyanebben a munkakörben dolgozott a Tottenham Hotspur, a Chelsea, a Hamburger SV, a Metaliszt Harkiv, a PAÓK, és az RSC Anderlecht csapatainál is. 
2020. januárjától a Feyenoord sportigazgatója.

## Sikerei
AFC Ajax
- Holland bajnok (3): 1976–77, 1978–79, 1979–80
- Holland kupa (1): 1978–79

Liverpool FC
- Angol bajnok (3): 1985–86, 1987–88,1989–90

PSV Eindhoven
- Holland bajnok (3): 1985–86, 1986–87, 1987–88
- Holland kupa (1): 1987–88
- Bajnokcsapatok Európa-kupája (1): 1987–88